# Daspletis stenoura
Daspletis stenoura là một loài ruồi trong họ Asilidae. Daspletis stenoura được Londt miêu tả năm 1983. Loài này phân bố ở vùng nhiệt đới châu Phi.